# Echipa națională de fotbal a Antilelor Neerlandeze
Echipa națională de fotbal a Antilelor Neerlandeze a reprezentat Antilele Neerlandeze în fotbalul internațional până pe 10 octombrie 2010 când statul a fost dizolvat. A fost controlată de Nederlands Antilliaanse Voetbal Unie. Din aceasta făceau parte Curaçao și Bonaire, iar aruba s-a despărțit din 1986 și are propria echipă națională. S-a calificat de patru ori la Cupa de Aur.

## Participări

### Campionatul Mondial
- 1930 până în 1958 - nu a participat
- 1962 până în 2010 - nu s-a calificat

### Campionatul CONCACAF
- 1963 - locul trei
- 1965 - locul cinci
- 1967 - nu s-a calificat
- 1969 - locul trei
- 1971 - s-a retras
- 1973 - locul șase
- 1977 până în 1989 - nu s-a calificat

### Cupa de Aur
- 1991 - nu a participat
- 1993 - s-a retras
- 1996 până în 2000 - nu s-a calificat
- 2002 - nu a participat
- 2003 - nu s-a calificat
- 2005 - s-a retras
- 2007 până în 2011 - nu s-a calificat

### Jocurile Panamericane
- 1951 - nu a participat
- 1955 - medalia de bronz
- 1959 până în 2003 - nu a participat

## Antrenori
- Pedro Celestino Dacunha (1957–1965)
- Jan Zwartkruis (1978–81)
- Pim Verbeek (2004)
- Etiënne Silee (2005–07)
- Leen Looyen (2008)
- Remko Bicentini (2009–)